# Südafrikanische Badmintonmeisterschaft 1957
Die Südafrikanische Badmintonmeisterschaft 1957 fand in Kapstadt statt. Es war die siebente Austragung der nationalen Titelkämpfe im Badminton in Südafrika.

## Titelträger
| Disziplin    | Sieger                   |
| ------------ | ------------------------ |
| Herreneinzel | Gordon Byram             |
| Dameneinzel  | D. Webber                |
| Herrendoppel | Gordon Byram D. Anderson |
| Damendoppel  | D. Webber M. Perrin      |
| Mixed        | Gordon Byram Jane Byram  |